# Gerner István
Gerner István (Pécs, 1938. augusztus 20. – Pécs, 1996. október 20.) koreográfus, tanár.

## Pályája
1953-ban kezdett táncolni, két évig a pécsi Vasutas Művelődési Házban, majd 15 évig a Mecsek Táncegyüttesben, amelynek alapító tagja, később szólótáncosa lett. 12 évig vezette a Pécsi KISZÖV Néptáncegyüttest, irányítása idején a csoport számos fesztivál- és menettáncdíjat szerzett. Két és fél évtizeden át a pécsi 500. sz. Szakmunkásképző Intézet (szak)oktatója volt, az intézmény néptánccsoportjával nyolc aranyérmet nyertek a Helikonon. Több helyen, így a pécsi Leőwey Klára Gimnáziumban, Egerágon, Barcson, Nagykozárban is tanított néptáncot. Tevékenységét miniszteri nívódíjakkal, pedagógusi szolgálati emlékéremmel, koreográfusi és a legjobb betanításért járó díjjal ismerték el. Három évig szaktanácsadóként segítette a néptáncmozgalmat, a Mecsek Táncegyüttes Egyesület elnökségi tagja, egy ideig elnöke volt.

## Emlékezete
Néhány hónappal Gerner István halála után özvegye, Hárságyi Margit úgy döntött, hogy férje emlékére – táncosi, majd a Pécsi KISZÖV Néptáncegyüttes egykori vezetőjeként elért sikerei, a hazai folklórmozgalomban betöltött szerepe miatt – alapítványt hoz létre. A civil szervezetnek távlati programként fontos szerepet szánt: hosszú távú célként az arra érdemes fiatal, tehetséges néptáncosok és népzenészek rendszeres támogatását jelölte meg. Az ösztöndíjat pályázati úton lehetett igényelni.
A Gerner István Alapítvány kuratóriumának tagjai voltak: dr. Andrásfalvy Bertalan, Gill Imre, Szabó Sándor, Vidákovics Antal. A civil szervezet titkári feladatait Bükkösdi László televíziós rendező, művészeti író vállalta. Dr. Bagi István ügyvéd, volt alkotmánybíró – Gerner Istvánnal való régi ismeretsége, barátsága miatt – térítésmentesen vállalta az alapítvány létrehozásával járó jogi ügyintézést. A civil szervezet mindössze az alapításhoz törvényben előírt tőkével rendelkezett, és sajnos ez a helyzet nem sokat javult a későbbiekben sem.
1998-tól évről évre átadták az alapítvány díjait, amelyet először Kozmáné Schneider Mónika, majd Szerecz Gábor, végül Molnár Péter, Vass Oszkár és Vizin Antus vehettek át. A civil szervezet 1997-től működött; tevékenységének folytatáshoz, fejlesztéséhez szükséges megfelelő anyagi forrásokat azonban nem sikerült előteremteni, ezért 2002-ben megszűnt.